# Déportivo
I Déportivo sono un gruppo di rock francese.
Nel 2004 hanno pubblicato il loro primo album Parmi eux, a cui ha fatto seguito, nel 2007, Déportivo. Il gruppo è composto da: Jérôme Coudane (canto e chitarra), Richard Magnac (basso e cori) e Julien Bonnet (batteria, cori e kazoo).

## Storia del gruppo
I componenti del gruppo si sono incontrati all'età di 7 anni, alla scuola elementare di Bois-d'Arcy, la loro città natale. Alla passione per il calcio (che influenzerà la scelta del nome del gruppo, un omaggio al club spagnolo Deportivo de La Coruña) si accompagna l'amore per la musica, in particolare per il rock.
La folgorazione avviene con i concerti dei Wampas e dei Noir Désir, a cui assistono durante l'adolescenza: da quel momento, i ragazzi decidono di formare una band musicale.
Dopo il debutto in pubblico, nel 2003 il gruppo pubblica il promo La Salade, contenente quattro canzoni (La Salade, L'Immobilité, First, Kae-kae).
Nel 2004 esce il primo vero e proprio album, Parmi eux, contenente quattordici tracce; l'album viene ripubblicato nel febbraio 2005 con l'aggiunta di due tracce (Au plaisir e Wait a little while). Il disco, che dura una trentina di minuti, viene accolto positivamente dal pubblico (ha venduto fino ad ora 60 000 copie) e i Déportivo cominciano a farsi conoscere a livello nazionale.  
Nell'ottobre 2005, il gruppo intraprende una tournée in tutta la Francia assieme ai Luke, gruppo rock di Bordeaux.
Il 22 ottobre 2007 esce il loro secondo album, omonimo, che contiene, tra le dieci tracce, una cover di Les Bières aujourd'hui s'ouvrent manuellement del cantautore Christophe Miossec; ospite, al violino, in questa canzone, Arnaud Samuel dei Louise Attaque.

## Influenze
Spaziano da Georges Brassens ai Noir Désir, passando per Manu Chao, Mano Negra, Miossec, i Thugs, i Pixies, i Doors e i Louise Attaque.

## Discografia
| La Salade (2003)                                 | Parmi Eux (2004) | Déportivo (2007) |
| 1. La Salade 2. L'Immobilité 3. First 4. Kae-kae | 1. 1000 moi-mêmes 2. Parmi eux 3. Queen of universe 4. Sur le moment 5. Mémoire 6. L'Immobilité 7. Alambiqué 8. La Salade 9. Wait a little while 10. À l'avance 11. Roma 12. Paratonnerre 13. Au plaisir 14. Wait a litte while (acoustique) | 1. Exorde baratté 2. Ne le dis à personne et personne ne le saura 3. Clasico (Share your love) 4. Les Bières aujourd'hui s'ouvrent manuellement 5. I might be late 6. En ouvrant la porte 7. La Brise 8. Blue Lights 9. La Colline 10. Suicide sunday (Part.II) |

I titoli 13 e 14 dell'album Parmi eux sono disponibili nella versione edita del 2005.
Nell'edizione limitata sono presenti anche quattro titoli supplementari:
- Kaé Kaé
- First
- Sur le moment (acustica)
- Yards of blonde girls (cover di Jeff Buckley)

Anche il secondo album è disponibile in edizione limitata (cd+dvd): estratti dal primo album + 4 video (Parmi eux, 1000 moi-même, À l'avance e Paratonnerre) + 20 minuti sulla registrazione dell'album.